# Jussi Veikkanen
Jussi Veikkanen (Riihimäki, 29 maart 1981) is een voormalig Fins wielrenner.

## Carrière
Als belofte reed Veikkanen in 2004 acht keer naar een prijs. De Fin werd beroepsrenner in 2005. In 2009 nam hij voor het eerst deel aan de Tour de France. Op een uitstapje voor één seizoen naar Omega Pharma-Lotto na, reed Veikkanen zijn hele prof-carrière voor de Franse ploeg FDJ. In 2015 zette Veikkanen een punt achter zijn loopbaan als profwielrenner. Hij bleef bij FDJ in dienst als ploegleider.

## Belangrijkste overwinningen
1998
- Fins kampioen veldrijden, Junioren

1999
- Fins kampioen veldrijden, Junioren

2000
- Fins kampioen mountainbike, cross country

2003
- Fins kampioen op de weg, Elite

2004
- Boucle de l'Artois
- GP des Marbriers
- Omloop van de Grensstreek

2005
- Fins kampioen op de weg, Elite
- 2e etappe Ronde van Poitou-Charentes

2006
- Fins kampioen op de weg, Elite
- 1e etappe Ronde van Gabon
- Eindklassement Ronde van Gabon
- 2e etappe Ronde van Poitou-Charentes
- Fins kampioen veldrijden, Elite

2008
- 4e etappe Route du Sud
- Fins kampioen op de weg, Elite
- 6e etappe Ronde van Duitsland

2009
- 2e t/m 5e etappe Ronde van Frankrijk drager van de bolletjestrui

2010
- Fins kampioen op de weg, Elite
- 2e etappe Ronde van de Middellandse Zee

2013
- Fins kampioen op de weg, Elite

2014
- Fins kampioen op de weg, Elite

## Resultaten in voornaamste wedstrijden
| Jaar | Ronde van Italië | Ronde van Frankrijk | Ronde van Spanje |
| ---- | ---------------- | ------------------- | ---------------- |
| 2005 |                  |                     | opgave           |
| 2006 | 70e              |                     |                  |
| 2007 | 44e              |                     | 135e             |
| 2008 | 50e              |                     |                  |
| 2009 |                  | 108e                |                  |
| 2010 |                  |                     |                  |
| 2011 | 120e             |                     |                  |
| 2012 | 146e             |                     |                  |
| 2013 |                  |                     | opgave           |
| 2014 | 109e             |                     |                  |
| 2015 | 147e             |                     | opgave           |

| Jaar | Milaan-San Remo | Amstel Gold Race | Luik-Bast.‑Luik | Ronde van Lombardije | Waalse Pijl |  | WK op de weg |  | Wereldranglijsten |
| ---- | --------------- | ---------------- | --------------- | -------------------- | ----------- |  | ------------ |  | ----------------- |
| 2005 |                 | 129e             |                 |                      |             |  |              |  |                   |
| 2006 |                 |                  |                 |                      |             |  |              |  |                   |
| 2007 |                 | opgave           |                 |                      | opgave      |  |              |  |                   |
| 2008 |                 |                  |                 |                      |             |  |              |  | 95e (UPT)         |
| 2009 |                 | opgave           | opgave          | opgave               |             |  | 49e          |  | 160e (UWK)        |
| 2010 |                 | 60e              | opgave          |                      |             |  |              |  |                   |
| 2011 | 85e             | opgave           | opgave          | 46e                  | opgave      |  |              |  |                   |
| 2012 |                 |                  |                 | opgave               |             |  |              |  |                   |
| 2013 |                 |                  |                 | opgave               |             |  | opgave       |  |                   |
| 2014 |                 | 96e              | opgave          | opgave               | 136e        |  |              |  |                   |
| 2015 |                 | opgave           | opgave          |                      | opgave      |  |              |  |                   |

## Ploegen
- 2001- Top Kaernten-Giant
- 2002- Mälarenergi
- 2003- Mälarenergi
- 2004- Roubaix Lille Métropole
- 2005- La Française des Jeux
- 2006- La Française des Jeux
- 2007- La Française des Jeux
- 2008- La Française des Jeux
- 2009- Française des Jeux
- 2010- Française des Jeux
- 2011- Omega Pharma-Lotto
- 2012- FDJ-BigMat
- 2013- FDJ
- 2014- FDJ.fr
- 2015- FDJ

Wielerploegen van Jussi Veikkanen
Auger ·
Bichot ·
Casar ·
Cooke ·
Da Cruz ·
Delage ·
Detilloux ·
Di Grégorio ·
Eisel ·
Finot ·
Gérard ·
Gilbert ·
Guesdon ·
Jégou ·
Löfkvist ·
McGee ·
McLeod ·
Mengin ·
Monnerais ·
Mourey ·
Renshaw ·
Roy ·
Sanchez ·
Vaugrenard ·
Veikkanen ·
Wilson ·
Drujon (stagiair) ·
Jeandesboz (stagiair) ·
Patanchon (stagiair) 
Auger ·
Bichot ·
Casar ·
Da Cruz ·
Delage ·
Detilloux ·
Di Grégorio ·
Eisel ·
Finot ·
Gérard ·
Gilbert ·
Guesdon ·
Jégou ·
Joly ·
Ladagnous ·
Larsson ·
Leblacher ·
Löfkvist ·
McGee ·
McLeod ·
Mengin ·
Monnerais ·
Mourey ·
Patanchon ·
Roy ·
Vaugrenard ·
Veikkanen ·
Cherel (stagiair) ·
Gudsell (stagiair) ·
Jeandesboz (stagiair) 
Auger ·
Casar ·
Chavanel ·
Cherel ·
Da Cruz ·
Delage ·
Detilloux ·
Di Grégorio ·
Gérard ·
Gilbert ·
Gudsell ·
Guesdon ·
Jégou ·
Joly (tot 30/06) ·
Ladagnous ·
Lindgren ·
Löfkvist ·
Marichal ·
McGee ·
McLeod ·
Mengin ·
Monnerais ·
Mourey ·
Patanchon ·
Roy ·
Vaugrenard ·
Veikkanen ·
Demaret (stagiair) ·
Offredo (stagiair) ·
Roux (stagiair) 
Casar ·
Chavanel ·
Cherel ·
Coppel ·
Delage ·
Di Grégorio ·
Gérard ·
Gilbert ·
Gudsell ·
Guesdon ·
Hoetarovitsj ·
Jégou ·
Joly ·
Ladagnous ·
Le Boulanger ·
Levarlet ·
Meersman ·
Mengin ·
Monnerais ·
Mourey ·
Offredo ·
Roux ·
Roy ·
Stubbe ·
Vanendert ·
Vaugrenard ·
Veikkanen ·
Dauga (stagiair) ·
Duval (stagiair) ·
Sulzberger (stagiair) 
Casar ·
Chavanel ·
Cherel ·
Coppel ·
Di Grégorio ·
Duval ·
Gérard ·
Geslin ·
Gudsell ·
Guesdon ·
Hoetarovitsj ·
Joly ·
Ladagnous ·
Le Mével ·
Levarlet ·
Meersman ·
Mourey ·
Offredo ·
Roux ·
Roy ·
Sulzberger ·
Vaugrenard ·
Veikkanen ·
Bar (stagiair) · 
Courteille (stagiair) ·
Dauga (stagiair) 
Bonnaire ·
Casar ·
Cazaux ·
Chavanel ·
Di Grégorio ·
Duval ·
Gérard ·
Geslin ·
Gudsell ·
Guesdon ·
Hoetarovitsj ·
Ladagnous ·
Le Mével ·
Meersman ·
Mourey ·
Offredo ·
Pinot ·
Roux ·
Roy ·
Sulzberger ·
Vaugrenard ·
Veikkanen ·
Vichot ·
Bennett (stagiair) ·
Bouhanni (stagiair) ·
Capdepuy (stagiair) 
Aerts · Bakelants · Blythe · Boucher · De Clercq · De Greef · Debusschere · Dehaes · Dockx · Gilbert · Greipel · Hansen · Kaisen · Lang · Lloyd · Lodewyck · Neyens · Pujol · Reynés · Roelandts · Sieberg · Van De Walle · Van den Broeck · Vandousselaere · Vanendert · Veikkanen · Willems · Van der Sande (stagiair) 
Bonnet ·
Boucher ·
Bouhanni ·
Casar ·
Chainel ·
Courteille ·
Delage ·
Démare ·
Elissonde ·
Fédrigo ·
Gérard ·
Geslin ·
Guesdon (tot 08/04) ·
Hoetarovitsj ·
Jeannesson ·
Ladagnous ·
Mourey ·
Offredo ·
Pauriol ·
Pineau ·
Pinot ·
Rasch ·
Rollin ·
Roux ·
Roy ·
Soupe ·
Vaugrenard ·
Veikkanen ·
Vichot ·
Bergeret (stagiair) ·
Sepúlveda (stagiair) ·
Viennet (stagiair) 
Bonnet ·
Boucher ·
Bouhanni ·
Casar ·
Courteille ·
Delage ·
Démare ·
Elissonde ·
Fédrigo ·
Fischer ·
Geniez ·
Geslin ·
Jeannesson ·
Ladagnous ·
Le Bon ·
Mangel ·
Mourey ·
Offredo ·
Pichon ·
Pineau ·
Pinot ·
Rollin ·
Roux ·
Roy ·
Soupe ·
Vaugrenard ·
Veikkanen ·
Vichot ·
Viennet ·
Guérin (stagiair) ·
Le Gac (stagiair) ·
Poitevin (stagiair) 
Bonnet · Boucher · Bouhanni · Chavanel · Courteille · Delage · Démare · Elissonde · Fédrigo · Fischer · Geniez · Geslin · Jeannesson · Ladagnous · Le Bon · Le Gac · Lecuisinier · Mangel · Mourey · Offredo · Pichon · Pineau · Pinot · Roux · Roy · Soupe · Vaugrenard · Veikkanen · Vichot · Viennet · Manzin (stagiair) · Martin (stagiair) · Sarreau (stagiair)
Bonnet · Boucher · Chavanel · Courteille · Delage · Démare · Elissonde · Fischer · Geniez · Geslin · Jeannesson · Ladagnous · Le Bon · Le Gac · Lecuisinier · Manzin · Morabito · Mourey · Offredo · Pichon · Pineau · Pinot · Reza · Roux · Roy · Sarreau · Vaugrenard · Veikkanen · Vichot · Doubey (stagiair) · Fournier (stagiair) · Gesbert (stagiair)